# Declaración de Arbroath
La Declaración de Arbroath fue una declaración sobre la independencia de Escocia, que tenía como finalidad establecer claramente la existencia de Escocia como estado independiente y soberano y su derecho a defenderse con la fuerza en caso de ser injustamente atacado. Esta declaración está escrita en forma de carta al Papa Juan XXII, y datada el 6 de abril de 1320. Sellada por 51 magnates y nobles, esta carta es la única conservada de las tres que se escribieron en aquella época: una de ellas estaba firmada por el Rey de Escocia y otra por los clérigos, con contenidos, se supone, similares a la conservada.

## Descripción
La Declaración empleaba una serie de argumentos retóricos ampliamente debatidos: que Escocia siempre había sido independiente, desde antes incluso que Inglaterra; que Eduardo I de Inglaterra había atacado injustamente a Escocia y perpetrado diversas atrocidades; que Roberto I de Escocia (Robert the Bruce) había salvado a la nación escocesa de esta amenaza; y, el punto más conflictivo, que la independencia de Escocia era una prerrogativa del pueblo escocés, más que del Rey de Escocia. De hecho, establecía que la nobleza tendría la potestad de elegir a un nuevo rey en caso de que el actual hiciera algo que amenazara la independencia de Escocia.
Aunque ha sido a menudo interpretada como una expresión temprana de "soberanía popular" –el rey es elegido por el pueblo, y no por Dios–, también puede argumentarse que era un modo de descargar la responsabilidad por desobedecer al Papa sobre el pueblo, en vez de sobre el rey: Roberto I estaría así defendiéndose con el argumento de que se había visto obligado a luchar en una guerra ilegal o arriesgarse a ser depuesto.
Escrita en latín, se cree que fue redactada por Bernardo de Linton, abad de la Abadía de Arbroath, quien en aquella época era Canciller de Escocia, así como por el Obispo Alejandro de Kininmund. Pese a estar datada en la Abadía de Arbroath el 6 de abril de 1320, de hecho no hubo ninguna reunión de nobles en dicha fecha y en ese lugar en la que se pudiera haber discutido el documento. Por el contrario, dicha reunión sí podría haber tenido lugar en la Abadía de Newbattle (Midlothian), en marzo de 1320, aunque tampoco existen evidencias firmes al respecto. Arbroath era simplemente la sede de la Cancillería Real, y por tanto el lugar de residencia del Abad Bernardo, por lo que la fecha y el lugar solo se refieren a su parte del proceso de redacción.
Los sellos de ocho condes y hasta otros cuarenta y un nobles fueron agregados al documento, probablemente en el plazo de semanas o meses, durante el cual los nobles enviaron sus sellos a Arbroath. Después, la Declaración fue llevada a la Corte Papal de Aviñón. Aparentemente, el Papa prestó cierta atención a los argumentos contenidos en la Declaración, aunque su influencia no debe ser exagerada. En parte por su intermediación se firmó un tratado de paz entre Escocia e Inglaterra, el Tratado de Northampton, en el que el rey inglés, Eduardo III de Inglaterra, renunciaba a todas sus pretensiones sobre Escocia. Dicho tratado se firmó el 1 de marzo de 1328, y tuvo un corto periodo de vigencia.
La copia original de la Declaración que se envió a Aviñón se perdió; sin embargo, se conserva una copia en el Archivo Nacional de Escocia, en Edimburgo. La traducción más conocida al inglés se debe a sir James Fergusson, Archivero de Escocia, a partir del texto reconstruido con la copia conservada y otras copias del borrador original. Uno de los párrafos de la traducción de Fergusson suele citarse habitualmente:

…for, as long as but a hundred of us remain alive, never will we on any conditions be brought under English rule. It is in truth not for glory, nor riches, nor honours that we are fighting, but for freedom – for that alone, which no honest man gives up but with life itself.
…porque, mientras queden al menos cien de nosotros, nunca seremos reducidos bajo el dominio inglés. No es en verdad por gloria, ni por riqueza, ni por honores por lo que luchamos, sino por la libertad, solo por ella, que ningún hombre honrado entrega sino con la vida misma.

## Influencia
La retórica apasionada de la Declaración la ha hecho famosa tanto en Escocia como en el resto del mundo, y se ha sugerido que pudo ejercer cierta influencia sobre los redactores de la Declaración de Independencia de los Estados Unidos. En cambio, todavía existe un debate sobre la relevancia real del documento en su contexto histórico: si representaba verdaderamente el sentir de los nobles con respecto a la independencia, la soberanía y un concepto proto-democrático de la monarquía, o bien era solo un ejemplo de propaganda del propio rey, redactada por ello bajo el estricto control del principal ministro, el Abad Bernardo de Arbroath. En cualquier caso, lo que no se discute es la relevancia del texto en la formación de la identidad nacional escocesa, y la creencia –basada en hechos reales o no– de que en Escocia es el pueblo el que tiene la soberanía, y no el Rey o el Parlamento, como sucede en Inglaterra.